# پیرامیدن
پیرامیدن (به انگلیسی: Pyramiden؛ به روسی: Пирами́да) یک شهرک متروکه و خالی از سکنه سابق روسیه‌ای است. پیرامیدن به عنوان محل زندگی معدن‌کاران زغال‌سنگ در همان منطقه استفاده می‌شده‌است. پیرامیدن هم‌اکنون در خاک نروژ قرار دارد و بخشی از مجمع‌الجزایر سوالبار به حساب می‌آید.
نقاط مورد بازدید گردشگران در پیرامیدن، شامل محل عبور خرس‌های قطبی و مجسمه‌های باقی‌مانده از دوران شوروی است.

## پس‌زمینه
پیرامیدن و معادن آن، در سال ۱۹۱۰ توسط کشور سوئد ساخته و در سال ۱۹۲۷ به اتحاد جماهیر شوروی فروخته‌شد. این شهرک و معادن آن در سال ۱۹۹۸ برای همیشه بسته‌شد، با این حال بیشتر ساختمان‌ها و زیرساخت آن همچنان سالم باقی‌مانده‌است.
آخرین ساکن دائم پیرامیدن در اکتبر ۱۹۹۸ آن را ترک کرد. پیرامیدن از سال ۱۹۹۸ تا ۲۰۰۷ بازدیدکننده یا ساکنی نداشت، اما تلاش برای تبدیل این مکان به یک جاذبه گردشگری از سال ۲۰۰۷ آغاز شده‌است. این شهرک به دلیل دست‌نخورده بودن از زمان رهایی، توانسته به بازدیدکنندگان تصویری از سبک‌زندگی و فرهنگ دوران شوروی نشان دهد. به دلیل سرمای دائمی هوا، پیش‌بینی می‌شود ساختمان‌های این شهرک برای حداقل چندین دهه دیگر سالم باقی بمانند.

## دسترسی
پیرامیدن از طریق اسنومبیل، بالگرد و قایق قابل دسترسی است. با وجود این‌که بیشتر گردشگران به صورت گروهی و در قالب تور از این مکان بازدید می‌کنند، دسترسی فردی نیز بلامانع است و برخی افراد سعی می‌کنند به‌طور مستقل از پیرامیدن بازدید کنند.
ساختمان‌های پیرامیدن هنوز به شرکت آرکتیگن روسیه تعلق دارند، به همین دلیل بازدیدکنندگان بدون اجازه نمی‌توانند وارد ساختمان‌ها شوند. آرکتیگن، هتل و زیرساخت‌های برق پیرامیدن را بازسازی کرده‌است. در طول فصل‌های سال، کارکنان مختلفی برای نگهداری اولیه و محافظت از پیرامیدن گماشته می‌گردند.

## در رسانه‌ها
یارتان فلوگستاد، نویسنده نروژی، کتابی در مورد پیرامیدن نگاشته‌است. همچنین مستندی از شبکه هیستوری در سال ۲۰۱۰ به پیرامیدن پرداخت و تخمین زد با توجه به سرمای قابل توجه در این منطقه، ساختارهای فیزیکی آن حداقل ۵۰۰ سال دیگر پابرجا خواهند بود.

## نگارخانه

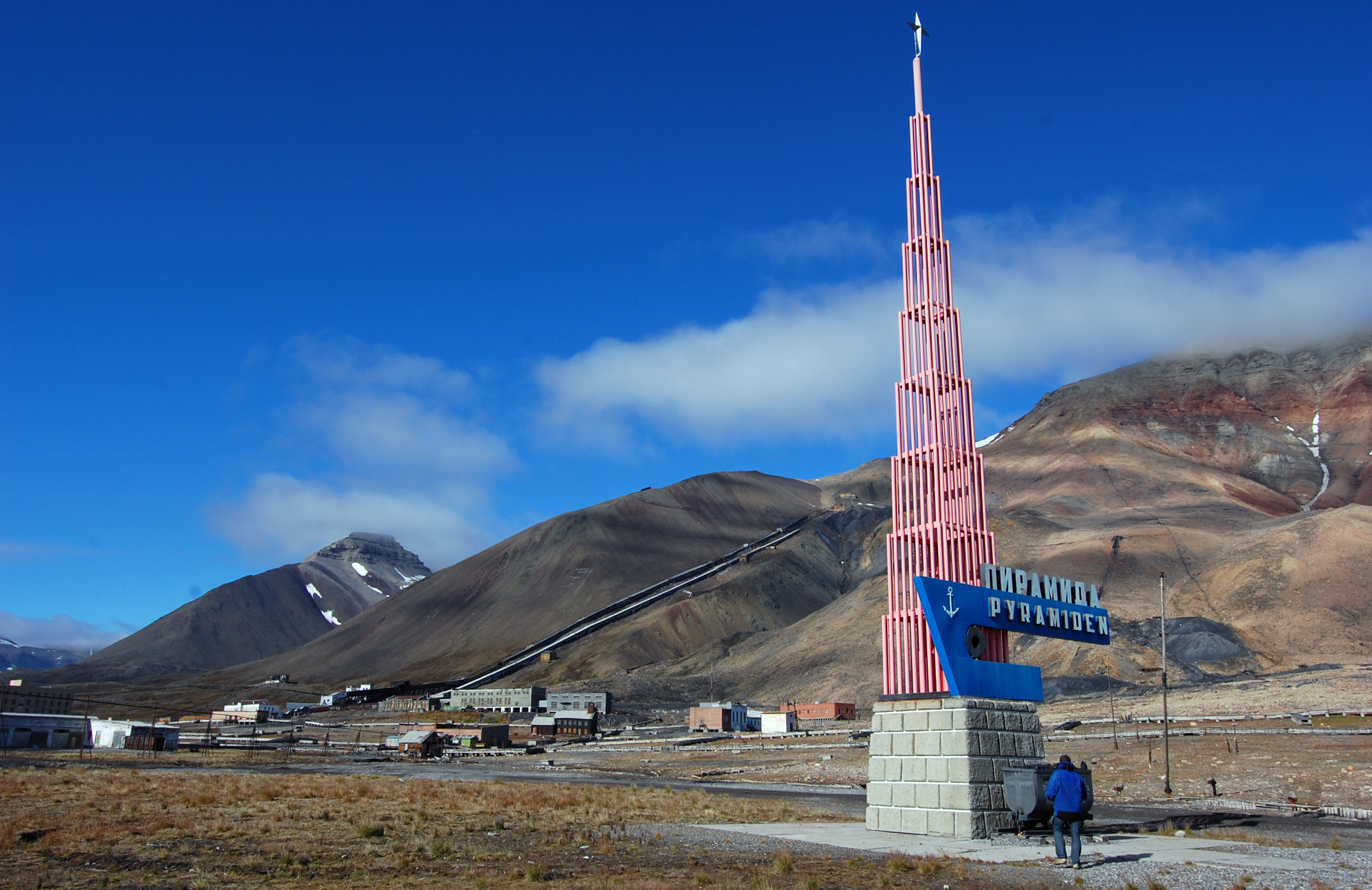
نماد شهرک پیرامیدن
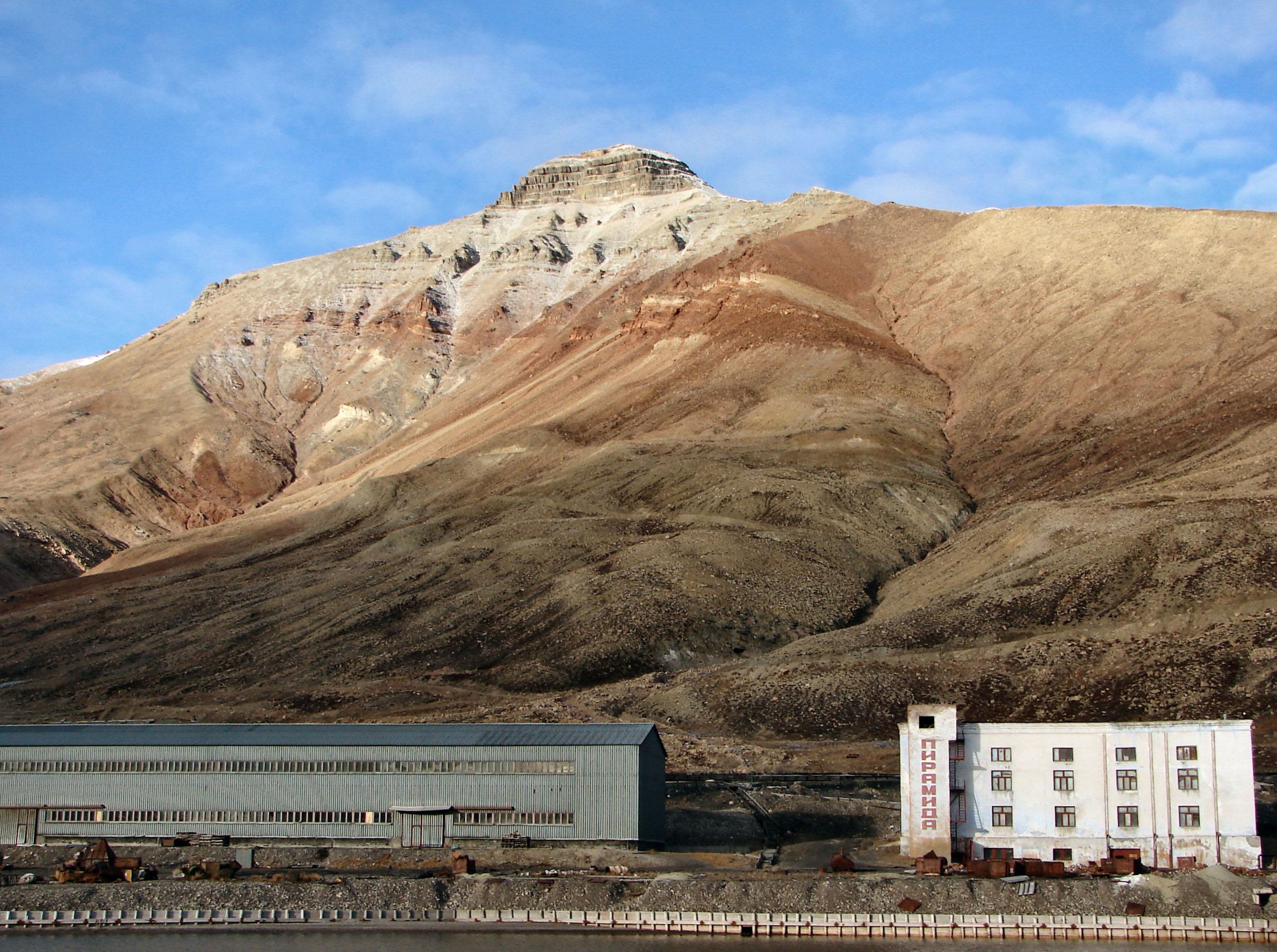
بندر و کوه پیرامیدن
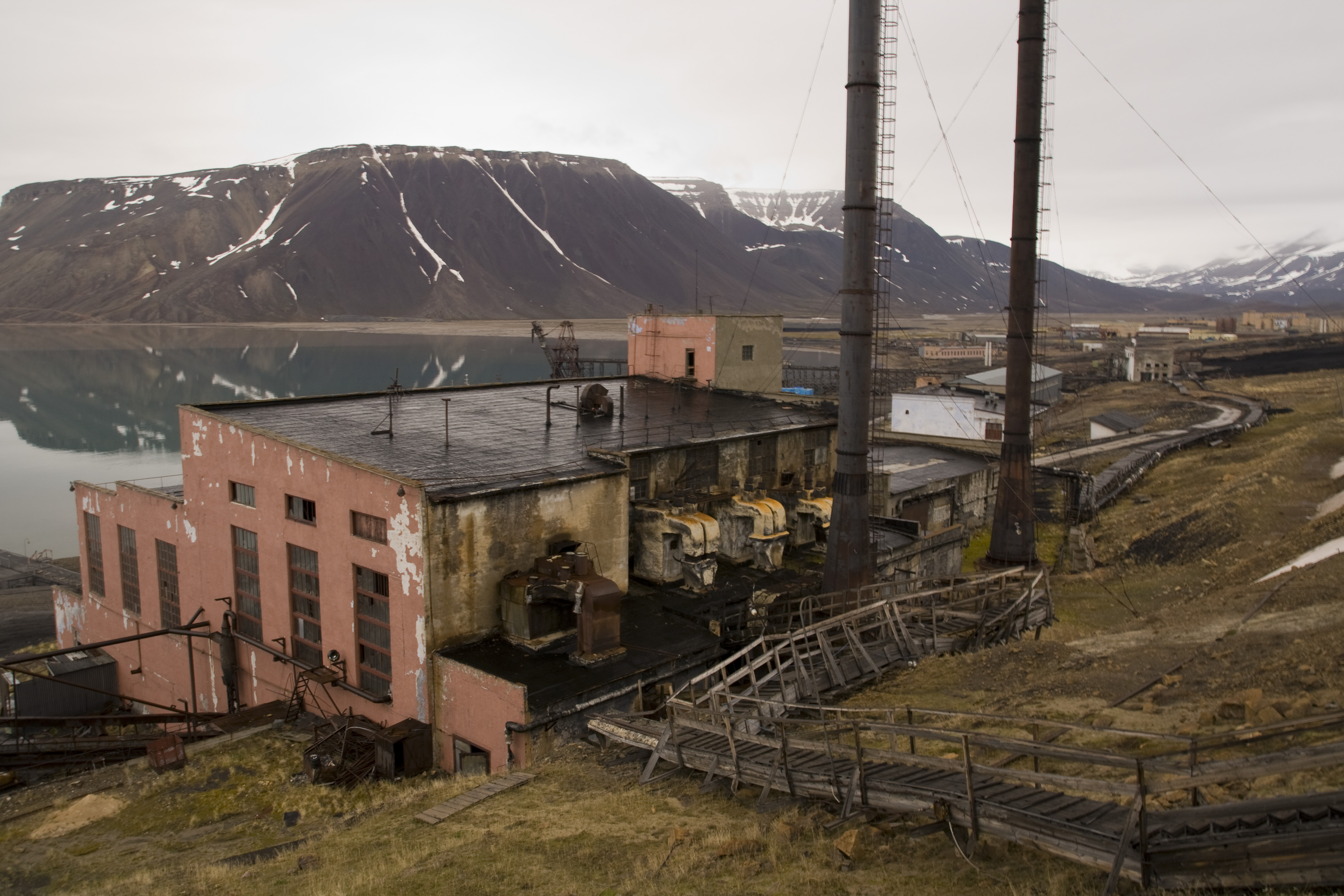
کارخانه قدیمی زغال در پیرامیدن
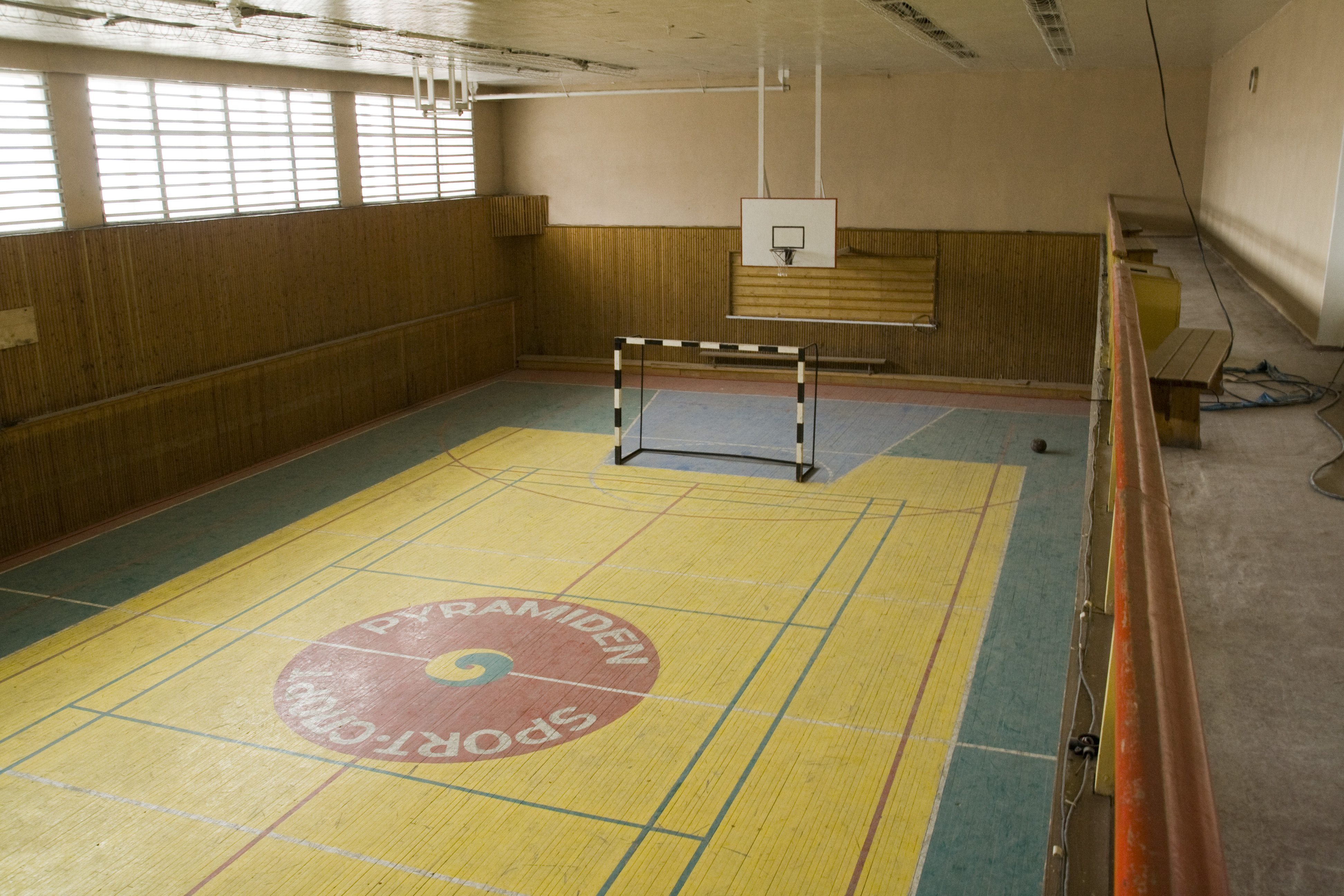
سالن ورزشی پیرامیدن ساخته شده در دوران شوروی
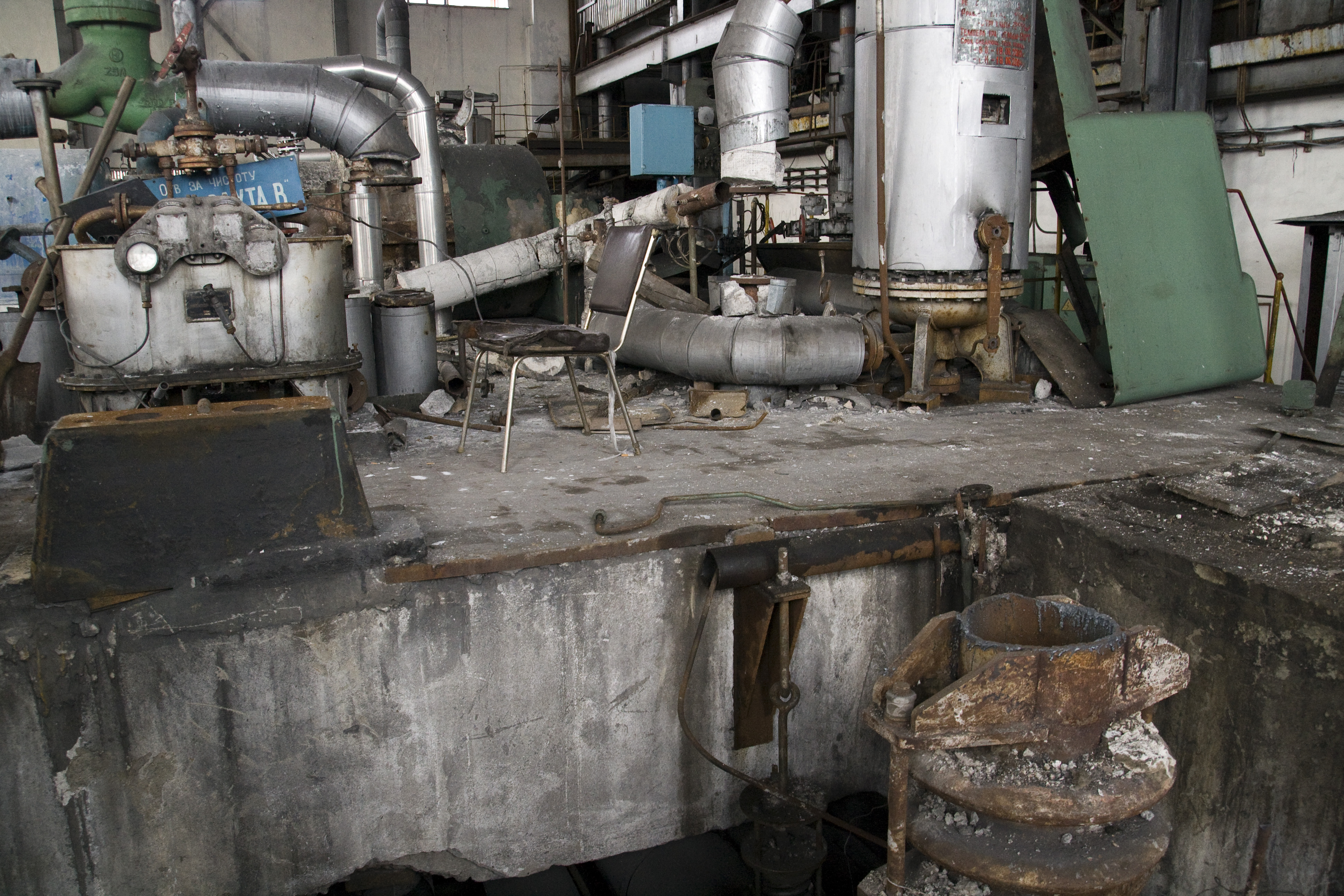
داخل نیروگاه قدیمی زغال‌سنگ